# Hypena prionodes
Hypena prionodes är en fjärilsart som beskrevs av Fletcher 1961. Hypena prionodes ingår i släktet Hypena och familjen nattflyn. Inga underarter finns listade i Catalogue of Life.